# Ранкова пошта
«Ранкова пошта» — музична програма, яка демонструвалася на Центральному телебаченні СРСР (головна редакція музичних програм). Передача виходила по суботах або неділях на Першій програмі ЦТ.
В даний час програма демонструвалася на російському державному телеканалі «Росія-1» в неділю вранці.

## Історія
Попередником цієї програми стала передача «За листами телеглядачів» (1973). Вона демонструвалася по суботах о 10:00. Вів її диктор ЦТ Юрій Ковеленов. 7 вересня 1974 року вийшов перший випуск програми під новою назвою — «Ранкова пошта».
Ведучим «Ранкової пошти» був, головним чином, Юрій Ніколаєв. Однак крім нього, ведучими передачі в різний час були диктори ЦТ (Тетяна Ведєнєєва, Наталія Андрєєва, Валерія Ризька та інші), актори (Вікторія Лепко, Олександр Ширвіндт і Михайло Державін, Клара Новикова та інші), співаки російські (Алла Пугачова, Ксенія Георгіаді, Сергій Мінаєв та інші) і зарубіжні (Карел Готт, Гелена Вондрачкова, Кларі Катона, Юдіт Сюч та інші).
Спочатку передача планувалася як концерт з виступів найбільш популярних виконавців, утім, було вирішено готувати циклову музичну передачу за заявками глядачів. На адресу передачі надходили тонни листів, але згодом Юрій Ніколаєв зізнавався: «...ми складали програму не по листам. Тому що, якщо точно за листами, то в кожній програмі звучали б Пугачова, Антонов, Кобзон, Ротару».
Передача знімалася не лише в московській студії, але й в інших містах та республіках СРСР (наприклад, Одесі, Алушті, Угличі, Грузії, Казахстані (Алма-Ата) тощо). Були також випуски спільно із шведською музичною телепередачею «Сходи Якова» — «„Сходи Якова“ в гостях у „Ранкової пошти“» (1987) і «Ранкова пошта» в гостях у «Сходи Якова» (1988).
«Ранкова пошта» та Юрій Ніколаєв згадуються в пісні гурту «Містер Твістер» «Рок-н-рол без валидола», а також (двічі) в пісні Олександра Градського «Чужой мотив. Подражания Булату Окуджаве» ("Тихий голос промовив: «Я „Ранкової пошти“ редактор» і «І „Пошті“ не дали доспівати пісню до кінця»). До речі, Градський виконав цю пісню в «Ранковій пошті» (випуск «Простоквашино»).
З середини 1990-х років Юрій Ніколаєв покинув передачу (зокрема, вів «Ранкову зірку»). У 1997 році він повернувся ведучим передачі і працював ще декілька років, з них перший рік — в парі з білоруською телеведучою та співачкою Ларисою Грибальовою, яка в Білорусі була ведучою схожої передачі — «Все нормально, мама».
У 1999 році виробництво програми перейшло до нещодавно створеної Редакції музичного мовлення ВАТ «ОРТ». Новий виробник відразу посилив контроль за якістю відеокліпів, що демонструвались. Кліпи, які не задовольняли ОРТ за якістю, рівнем виконання і наявності в них табуйованих тем, до ефіру не потрапляли. Останній випуск на ОРТ вийшов 23 вересня 2001 року. З 2002 року передача увійшла до сітки телеканалу «Росія». Спочатку її ведучою була Марина Голуб, а потім — Олександр та Валерій Пономаренко. Схожа передача на каналі «Росія» вже була — «Доброго ранку, країно!» (вели її учасники кабаре-дуету «Академія» — Лоліта Мілявська і Олександр Цекало).
У 2011 році транслював передачу український телеканал «Інтер», а ведучими були Алла Пугачова та Максим Галкін (виробництво студії «Квартал-95»).

## Ведучі
| Список |
| --- |
| - Амаяк Акопян - Євгеній Олександров - Наталія Андреєва - Аркадій Арканов - Ольга Аросєва - Афанасій Бєлов - Сергій Березін - Михайло Боярський - Ілона Броневицька - Тетяна Ведєнєєва - Анне Вєскі - Володимир Винокур - Ксенія Георгіади - Марина Голуб - Карел Готт - Володимир Граніцин - Лариса Грибальова - Сергій Гурбелошвілі - Якоб Далін - Сергій Дітятєв - Тетяна Догілева - Роман Казаков - Анатолій Калмиков - Юрій Катін-Ярцев - Кларі Катона - Володимир Кремена - Євгеній Куликов - Світлана Лазарєва - Михайло Макаренков - Валентин Манохин - Володимир Маркін - Сергій Мінаєв - Лоліта Мілявська - Раїса Мухаметшина - Юрій Ніколаєв - Клара Новікова - Ілля Олейников - Володимир Перетурін - Брати Пономаренки - Алла Пугачова - Михайло Пуговкін - Валерія Рижська - «Секрет» - Валентин Смирнитський - Вадим Тонков та Борис Владіміров - Володимир Ухін - Семен Фарада - Альона Хмельницька - Александр Цекало - Марта Цифринович - Марина Цхай - Олександр Ширвіндт та Михайло Державін - Юхим Шифрін - Леонід Шумський - Сергій Шустицький |

## Артисти, які брали участь у передачі
| - Мухаббат Абдуллаєва - Олександр Абдулов та Семен Фарада - Всеволод Абдулов - Жанна Агузарова - Азіза - Ірина Аллегрова - Світлана Алмазова - Семен Альтов - Юрій Антонов - Тетяна Анциферова - Альона Апіна - Аркадій Арканов - Альберт Асадулін - Резо Асатіані - Роксана Бабаян - Вадим Байков - Олена Барбаш - Олександр Барикін - Владимир Беклешов - Сергій Беліков - Сергій Березін - Галина Беседіна - Олег Бескровний - Жанна Бичевська - Михайло Боярський - Нані Брегвадзе - Ілона Броневицька - Олександр Буйнов - Тетяна Буланова - Андрій Бурнашов - Лайма Вайкуле - Валерія - Анне Вєскі - Наталія Ветлицька - Тетяна Ветрова - Маргарита Вілцане та Ояр Грінбергс - Володимир Винокур - Георгій Віцин - Юлія Воронко - Олег Газманов - Родіон Газманов - Тамара Гвердцителі - Ксения Георгиади - Олексій Глизін - Микола Гнатюк - Лариса Голубкіна - Олександр Градський - Ірина Грібуліна - Андрій Губін - Людмила Гурченко - Ірина Гущева - Андрій Державін - В'ячеслав Добринін - Лариса Доліна - Галина Жадушкіна - Михайло Жванецький - Антоніна Жмакова - Ольга Зарубіна - Любов Землянікіна - Мірдза Зівер та Імант Ванзовіч - Лена Зосімова - Федір Іванов - Яак Йоала - Вадим Казаченко - Олександр Кальянов - Лариса Кандалова - Микола Караченцов - Роман Карцев та Віктор Ільченко - Олександр Катенін - Кріс Кельмі - Лаки Кесоглу - Вахтанг Кікабідзе - Філіп Кіркоров - Йосип Кобзон - Софія Костянтиновська - Ольга Кормухіна - Ігор Корнелюк - Наташа Корольова - Валерій Кочаров - Сергій Крамаренко - Сергій Крилов - Айя Кукула - Євген Куликов - Світлана Лазарєва - Марина Левтова - Валентина Легкоступова - Валерій Леонтьєв - Марина Лепа - Іво Лінна - Муслім Магомаєв - В'ячеслав Малежик - Володимир Маркін - Тетяна Маркова - Світлана Медянік - Володимир Мігуля - Сергій Мінаєв - Андрій Миронов - Спартак Мішулін - Олексій Молдалієв - Аліса Мон - Ірина Муравйова - Михайло Муромов - Раїса Мухаметшин - Тиніс Мягі - Мурат Насиров - Ігор Ніколаєв - Микола Носков - Наталя Нурмухамедова - Ілля Олейников та Роман Казаков - Христина Орбакайте - Симон Осіашвілі - Євген Осін - Ірина Отієва - Юрій Охочинський - Анатолій Папанов - Раймонд Паулс - Марія Пахоменко - Тетяна Пельтцер - Єва Петренко - Біруте Петрик - Віктор Петров - Ірина Понаровська - Ядвіга Поплавська та Олександр Тіханович - Володимир Пресняков-молодший - Любов Прівіна - Алла Пугачёва - Едіта П'єха - Сергій і Микола Радченко - Андрій Разін - Костянтин Райкін - Маша Распутіна - Віктор Рєзніков - Вейланд Родд - Софія Ротару - Вікторія Руднєва - Тетяна Рузавіна і Сергій Таюшев - Роза Римбаєва - Людмила Рюміна - Надія Рябова - Раїса Саєд-Шах - Ігор Саруханов - Катерина Семенова - Людмила Сенчина - Наталія Сенчукова - Олександр Сєров - Егідіус Сіпавічус - Ігор Скляр - Ілля Словесник - Павло Сміян - Віталій Соломін - Ірма Сохадзе - Влад Сташевський - Федір Стуков - Маргарита Суворова - Катерина Суржикова - Іон Суручану - Ігор Тальков - Лариса Трухина - Аркадій Укупник - Любов Успенська - Родріго Фомінс - Олександр Фріш - Геннадій Хазанов - Дмитро Харатьян - Марина Хлєбнікова - Аркадій Хоралов - Фелікс Царікаті - Віка Циганова - Сергій Челобанов - Надія Чепрага - Сергій Чумаков - Катерина Шавріна - Олександр Ширвіндт та Михайло Державін - Юхим Шифрін - Леонід Шумський - Наталя Штурм - Сергій Шустицький - Леонід Ярмольник - Ансамбль Ігоря Бриля - «Аріель» - «А-Студіо» - «Божа корівка» - «Браво» - «Вераси» - «Вірні друзі» - «Веселі хлопці» - «ВІА-75» - «Віртуози Москви» - Група Стаса Наміна - «Гюнеш» - «Дівчата» - «Діксі» п / у В. Лебедєва - Диксиленд п / у В. Малишева - «Доктор джаз» - «Дос-Мукасон» - «Дюна» - «Здрастуй, пісня» - «Земляни» - «Зодчі» - «Інтеграл» - Кабаре-дует «Академія» - «Каскад» - «Квадро» - Квартет саксофоністів п / в Олександра Осейчук - «Комбінація» - «Король та Блазень» - «Клас» - «Круг» - «Круїз» - «Зозуленька» - «Лимонадний Джо» - «Лотос» - «Магніт» - «Машина часу» - «Мелодія» - «Містер Твістер» - «Модерн фокс» - «Музика» - «На-На» - «Орізонт» - «Пропащі шахраї» - «Парк Горького» - «Полум'я» - «Рок-Ательє» - «Рок-готель» - «Рондо» - «Російська пісня» - «Російські» - «Сага» - «Самоцвіти» - «Секрет» - «Серця чотирьох» - Сестри Роуз - «Синя птиця» - «Сябри» - «Сюрприз» - «Фестиваль» - «Театрон» - «Форум» - «Фрістайл» - «Експрес» - «Електроклуб» - «Еоліка» - Естрадно-симфонічний оркестр п / у Павла Овсянникова - «Ялла» - Балет телебачення НДР - Балет телебачення НРБ - Бім-бом - Кінна трупа п / у Ельбруса Плієва - Тетяна Лейбель і Володимир Нікольський - «Лицедії» - «Ритми планети» - Танцювальний гурт Валентина Манохина - «Експресія» |

## Фільми та телепередачі, уривки з яких були показані в програмі
- «Біле сонце пустелі»
- «Діамантова рука»
- «Брек!»
- «Весела хроніка небезпечної подорожі»
- «Чарівна сила мистецтва»
- «Волшебный фонарь»
- «Вище Радуги»
- «День народження кота Леопольда»
- «Зима в Простоквашино»
- «Зимовий вечір у Гаграх»
- «Іграшка»
- «Як стати зіркою »
- «Лев Гурич Сінічкін»
- «Маленька ласка»
- "Зворотна сторона Місяця"
- «Пес в чоботях»
- «Пластилінова ворона»
- «Піф-паф, ой-ой-ой»
- «Пригоди капітана Врунгеля»
- «Суперлев» («Летающий лев», італ. Superleo; мультфільм-заставка фестивалю в Сан-Ремо 1983 року)
- «Твої обіцянки»
- "Троє в човні не рахуючи собаки"
- «Шербурзькі парасольки»
- «Набалдашник и мітла»
- 12 стільців

## Список випусків
- «МХАТ» (1975, ведучий — Юрій Катін-Ярцев).[99]
- «Снігопад» (1977, ведучий —  Юрій Ніколаєв). Брали участь Маргарита Вілцане та Ояр Грінбергс,  Анатолій Папанов,  Георгій Віцин, ВІА «Музика», Сальваторе Адамо.
- «Метро» (1982, ведучий — Сергій Дітятєв). Брали участь Антоніна Жмакова, ВІА «Вераси»,  Микола Гнатюк,  Ольга Зарубіна,  Володимир Мигуля, Тетяна Лейбель та Володимир Нікольський, Біруте Петрик.
- «Дзеркала» (1983, ведуча —  Клара Новікова). Брали участь  Ксенія Георгіаді, ВІА « Аріель»,  Надія Чепрага, танцювальна група під керівництвом  Валентина Манохіна,  Людмила Гурченко, група  Neoton (Угорщина),  Алла Пугачова,  В'ячеслав Малежик
- «Зоопарк» (1983). Брали участь  Катерина Семенова,  Анатолій Папанов,  Алла Пугачова,  Геннадій Хазанов, Мухаббат Абдуллаєва,  Ірина Понаровська, ВІА «Синяя птица».
- «Подорож на повітряній кулі» (1983). Брали участь вокальний квартет «Серця чотирьох», Антоніна Жмакова,  Валерій Леонтьєв, Роза Джелакаєва, Ігор Романов та  Сергій Скачков.
- «Ретро» (1983, ведучі — Юрій Ніколаєв, Валентин Манохін та Раїса Мухаметшина). Брали участь Йосип Кобзон, Андрій Нестеров, ВІА «Лейся, пісня», Раїса Мухаметшина, Світлана Муришева та Валентин Манохін, Ірина Мальгіна та Емін Бабаєв.[100]
- «Алма-Ата» (1984, ведучий —  Юрій Ніколаєв). Брали участь ВІА «Круг»,  Альберт Асадуллін,  Роза Римбаєва, Коко Йорк (Голландія), ансамбль «Дос-Мукасон», танцювальний ансамбль «Гульдер».[101]
- «Взимку в Крилатському» (1984, ведучі — Юрій Ніколаєв, Анне Вєскі та  Амаяк Акопян). Брали участь  Ксенія Георгіаді, ВІА «Вірні друзі»,  Катерина Семенова, диксиленд під керівництвом Є. Малишева, Анне Вєскі, танцювальний ансамбль «Ритми планети», ВІА «Земляни», Марія Нейкова (Болгарія).
- «Кораблики» (1984, ведучий — Юрій Ніколаєв). Брали участь  Валерій Леонтьєв, диксиленд «Доктор Джаз», ВІА « Самоцвіти», Тетяна Лейбель і танцювальна група, Яак Йоала,  Тетяна Анциферова, Серхіо Фаріас (Куба), ВІА «Орізонт».
- «Музеї» (1984, ведуча —  Клара Новікова). Брали участь Яак Йоала, Сергій і Микола Радченко,  Ксенія Георгіаді,  Михайло Боярський,  Ірина Понаровська,  Аль Бано та Роміна Пауер (Італія).
- «Літак веде Карел Готт» (1984, ведучий — Карел Готт). Брали участь Карел Готт (Чехословаччина), Фелікс Словачек (Чехословаччина), Ірина Гущова, балет ТВ НДР, Івіца Шерфезі (Югославія), Анне Вескі, Бісер Кіров (Болгарія).
- «Новорічна» (1984, ведучі —  Олександр Ширвіндт та  Михайло Державін). Брали участь ансамбль « Мелодія», Марія Лянік, Ілзе Лієпа та Володимир Моісеєв, ВІА « Апельсин»,  Катерина Шавріна,  Олександр Ширвіндт та  Михайло Державін), дует Maywood (Голландія), ВІА « Веселі хлопці)».
- «8 березня» (1985, ведучі —  Олександр Ширвіндт та  Михайло Державін). Брали участь ансамбль « Мелодія»,  Крістіна Орбакайте,  Роксана Бабаян,  Алла Пугачова, Айя Кукула,  Тетяна Пельтцер.
- «Зустріч студенток факультету журналістики МДУ різних країн» (1985, ведучі — Юрій Ніколаєв, Карін Лонгауерова, Ілона Бжузка, Албена Іванова, Мірьяна Райчевич, Лаліма Сингх та Ніна Рюкер). Брали участь  Володимир Мигуля, Карел Готт (Чехословаччина), Ірена Сантор (Польща), Топані Канціо (Фінляндія), Мартін Карон (Франція),  Свєтослав і Благовіст Аргірови (Болгарія), Даніел (Югославія), Андреас Хольм (НДР),  гурт Стаса Наміна.
- «Картини (В майстерні художника)» (1985). Брали участь  Павло Сміян, Даша Оганезова, Яак Йоала,  Тамара Гвердцителі,  Микола Гнатюк, Алла Зернова і Борис Новиков, Анна Широченко, ВІА « Самоцвіти»,  Наталія Сміян.
- «На теплоході» (1985, ведучий — Юрій Ніколаєв). Брали участь  Андрій Разін, танцювальне тріо «Експресія» під керуванням  Бориса Моїсеєва,  Олексій Глизін, Кріс Кельмі,  Ірина Понаровська,  Олександр Сєров, Віка Руднєва,  Катерина Суржикова).
- «Новорічна» (1985, ведучі — Юрій Ніколаєв,  Тетяна Ведєнєєва та Олександр Бєлов). Брали участь  Ольга Зарубіна,  Микола Гнатюк,  Павло та  Наталія Сміян,  Алла Пугачова, Тетяна Лейбель та Володимир Нікольський,  Катерина Суржикова), Олена Васильєва та Євген Давидов,  Михайло Боярський.
- «Дощ» (1985, ведучі — Юрій Ніколаєв і Володимир Кремінь). Брали участь  Ксенія Георгіаді, ансамбль « Мелодія»,  Павло та  Наталія Сміян,  Катерина Семенова,  Алла Пугачова, Даніел (Югославія), Тетяна Лейбель та Володимир Нікольський.
- «Пародії на телепередачі» (1985, ведучі —  Олександр Ширвіндт та  Михайло Державін). Брали участь естрадно-симфонічний оркестр під керуванням Павла Овсянникова, «ВІА-75»,  Валерій Леонтьєв,  Анатолій Папанов,  Роксана Бабаян,  Ірина Муравйова,  Семен Фарада,  Олександр Абдулов, Анне Вескі, Сергій Радченко.
- «Плутанина» (1985, ведучий — Юрій Ніколаєв). Брали участь  Ігор Скляр,  Павло та  Наталія Сміян,  Олександр Абдулов та  Семен Фарада, Федір Іванов та Андрій Джелакаєв, ВІА « Веселі хлопці», Тако (Голландія), ансамбль «Рондо».[102]
- «Фестивальна» (1985, ведучі —  Олександр Ширвіндт та  Михайло Державін). Брали участь естрадно-симфонічний оркестр під керуванням Павла Овсянникова,  Алла Пугачова,  Спартак Мішулін, Мірдза Зівер, Імант Ванзовіч і Леонід Ярмольник, Рікардо Фольї (Італія),  Віталій Соломін і  Марина Левтова,  Роксана Бабаян, Наталія Нурмухамедова і ВІА «Здрастуй, Пісня».
- «Дайте мені висловитися» (1986, ведучі — Юрій Ніколаєв і Марта Ціфріновіч). Брали участь  Ігор Скляр, ансамбль спортивного танцю «Лідер», Євген Олександров,  Раймонд Паулс і оркестр Латвійського телебачення і радіо,  Софія Ротару, дует Bobbysocks (Норвегія), група  Joy (Австрія).
- «Кішки» (1986, ведучий — Юрій Ніколає). Брали участь група «Каскад», Єва Петренко та  Федя Стуков,  Михайло Боярський,  Володимир Пресняков, Здіслава Сосницька (Польща). Показані фрагменти мультфільмів « День народження кота Леопольда» і «Пес в чоботях».
- «Музичні афіші» (1986, ведуча —  Ксенія Георгіаді). Брали участь Лілія, Ігор та Олег Федоткіни, ВІА « Веселі хлопці»,  Семен Альтов,  Катерина Семенова, танцювальний ансамбль «Ритми планети», Клари Катона (Угорщина), ансамбль Ricchi e Poveri (Італія).[103]
- «На пошті» (1986, ведучий —  Юхим Шифрін). Брали участь  Іон Суручану, Поль Пейдж (Велика Британія),  Раймонд Паулс і Харрі Баш, Радміла Караклаїч, ансамбль «Ялла» і Наталія Нурмухамедова,  Людмила Гурченко, ансамбль  Arabesque (ФРН).
- «Про спорт» (1986). Брали участь  Сергій Бєліков, капела «Діксі» під керуванням Л. Лебедєва, танцювальний ансамбль «Лідер», Олена Біляк і ансамбль «Дівчата»,  Юхим Шифрін, ансамбль «Чарівні дороги»,  Лариса Долина, група «Каскад»,  Валерій Леонтьєв.
- «Професія ведучого» (1986, ведучий — Юрій Ніколаєв). Брали участь  Людмила Гурченко,  Микола Караченцов, квартет саксофоністів під керуванням Олександра Осейчука в супроводі ансамблю  Ігоря Бриля, Джанні Надзаро (Італія),  Ігор Скляр, група Modern Talking (ФРН). Показані фрагменти з фільмів «Маленька ласка» і «Вище за веселку», а також з мультфільму « Зворотний бік Місяця».
- «Одеса» (1986, ведучий — Юрій Ніколаєв). Брали участь  Родіон Газманов,  Олексій Глизін, Галина Жадушкіна,  Олександр Ширвіндт і  Лариса Голубкіна ,  Ірина Понаровська,  Михайло Жванецький,  Наталія Нурмухамедова, Віктор Салтиков і група «Форум»,  Софія Ротару.
- «Оперативність» (1986, ведучий — Юрій Ніколаєв). Брали участь  Ірина Понаровська,  Валерій Леонтьєв, ансамбль « Самоцвіти»,  Віктор Салтиков і група « Форум»,  Людмила Сенчина, група The Beatles (Велика Британія), Яак Йоала.
- «Листи телеглядачів» (1986, ведучий — Юрій Ніколаєв). Брали участь трупа «Лицедії», Олександр Фріш,  Володимир Винокур і Роман Казаков,  Валентин Манохін і танцювальна група, Лариса Кандалова,  Надія Чепрага, ансамбль Ricchi e Poveri (Італія). Показані фрагменти з фільму «Весела хроніка небезпечної подорожі» і мультфільму «Брек!».
- «За заявками дітей» (1986, ведучий —  Сергій Шустицький). Брали участь  Михайло і Сергій Боярські,  Віктор і Андрій Рєзникови,  Олександр Кальянов, група  Opus (Австрія), Сергій Шевцов і Ігор Шурупов, Віка Руднєва та  Сергій Шустицький, група « Рондо»,  Алла Пугачова, група « Машина часу».[104]
- «Портрети ведучих» (1986, ведучі — Юрій Ніколаєв,  Тетяна Догілєва,  Валентин Смирнитський,  Михайло Боярський,  Олександр Ширвіндт та  Михайло Державін,  Михайло Пуговкін,  Ольга Аросєва,  Вадим Тонков та  Борис Владимиров). Брали участь  Михайло Боярський, Сергій Крамаренко,  Володимир Винокур, дует Hana a Dana (Чехословаччина), група « Зодчі», Іво Лінна, кінна група під керуванням Ельбрусу Плієва,  Микола Караченцов.
- «Простоквашино» (1986, ведучий — Юрій Ніколаєв). Брали участь група «Рок-Ательє»,  Микола Караченцов,  Ірина Грібуліна,  Олександр Градський,  Людмила Сенчина,  Юрій Антонов. Показані фрагменти мультфільму «Зима в Простоквашино» та змагань з фрістайлу.
- «Різні думки» (1986, ведучий — Юрій Ніколаєв). Брали участь Мірдза Зівер та Імант Ванзовіч,  Олексій Глизін,  Олександр Барикін, трупа «Лицедії», ансамбль « Бім-бом», Рафаелла Карра (Італія). Показані фрагменти фільму «Зимовий вечір у Гаграх» і мультфільму «Піф-паф, ой-ой-ой».
- «Свіжа молода струмінь» (1986, ведучі — Юрій Ніколаєв,  Микола Фоменко,  Максим Леонідов, Андрій Заблудовський та  Олексій Мурашов). Брали участь Ігор Ніколаєв, Ілля Словесник, ВІА « Веселі хлопці»,  Олександр Барикін, Пітер Гебріел (Велика Британія),  В'ячеслав Малежик, біт-квартет « Секрет». Показані фрагменти фільму «Діамантова рука» і мультфільму «Пластилінова ворона».
- «Футбольний огляд» (1986, ведучі —  Ілля Олейников та Роман Казаков). Брали участь квартет « Сюрприз»,  Федя Стуков, Сергій Крамаренко,  Михайло Боярський, Володимир Бєляєв, Кирило Ряжський, В. Льозов (гітара), А. Абрамов (ударні). Показано фрагмент мультфільму «Набалдашник і мітла».[105]
- «„Драбина Якоба“ в гостях у „Ранкової пошти“» (1986, ведучі — Юрій Ніколаєв та Якоб Далін). Брали участь  Алла Пугачова, Бенні Андерссон (Швеція), дует Gemini (Швеція), група « Гунеш», Зара Тонікян,  Володимир Пресняков, група  Europe (Швеція).
- «Осіння» (1986, ведучий — Анатолій Калмиков). Брали участь ансамбль «Еоліка», група « Машина часу»,  Ольга Зарубіна,  Тамара Гвердцителі та інші.
- «Новорічна» (1986, ведучі — Юрій Ніколаєв,  Олександр Ширвіндт і  Михайло Державін). Брали участь  Ірина Понаровська, Любов Прівіна, Егідіус Сіпавічус,  Олександр Сєров,  Алла Пугачова,  Михайло Боярський. Показано фрагмент фільму «Як стати зіркою».
- «До і після сніданку» (1987, ведучі —  Ілля Олейников та Володимир Граніцин). Брали участь група «Банкет» (Чехословаччина),  Олександр Барикін,  Валерій Леонтьєв,  В'ячеслав Малежик, ВІА «Полум'я», Брюс Спрінгстін (США), Мік Джаггер і Девід Боуї, Еміі Стюарт (Велика Британія), Джеремі Джексон (США).[106]
- «День народження» (1987, ведучі —  Сергій Шустицькій, Ігор Шурупов і Сергій Шевцов). Брали участь Ігор Ніколаєв,  біт-квартет «Секрет»,  Ірина Аллегрова,  Михайло Боярський і Анна Ямпільська,  Євген Александров і Олена Спиридонова, «Лицедії»,  Олександр Розенбаум. Показані фрагменти фільмів «Хай живе кіно!», «Відпустка за свій рахунок» і «Як стати зіркою», а також мультфільмів « Аліса в Країні чудес» та « Полігон»[107].
- «Травнева» (1987). Брали участь група «Магніт», група « Земляни»,  Віктор Салтиков і група «Електроклуб», Маггі Карлос і Луїс Нодаль (Куба), Васил Найдьонов (Болгарія), ВІА «Сябри», Лайош Турі (Угорщина),  Тамара Гвердцителі,  Лайма Вайкуле, оркестр «Віртуози Москви» під керуванням  Володимира Співакова.
- «Оголошення» (1987, ведучий — Юрій Ніколаєв). Брали участь  Алла Пугачова, ВІА «Сага»,  Ксенія Георгіаді,  Микола Гнатюк,  Ірина Понаровська, ВІА « Аріель»,  Валерій Леонтьєв.
- «Ранкові дзвінки» (1987, ведучі —  Олександр Ширвіндт і  Михайло Державін). Брали участь ВІА «Аріель», Софія Ротару,  Микола Караченцов,  Надія Бабкіна і ансамбль «Російська пісня», Біллі Джоел (США), артисти балету ТБ Болгарії.
- «Алушта» (1987, ведучі —  Сергій Шустицький,  Володимир Маркін та Олексій Мурмульов). Брали участь  Олександр Градський, Ігор Ніколаєв,  Сергій Мінаєв,  Володимир Маркін, група « Містер Твістер».[108]
- «„Драбина Якоба“ знову в гостях у „Ранкової пошти“» (1988, ведучі — Юрій Ніколаєв і Якоб Далін). Брали участь  Алла Пугачова, Агнета Фельтскуг (Швеція),  Аркадій Хоралов і група «Феєрверк», Донна Саммер (США),  Ірина Понаровська, Тарас Петренко,  Лариса Доліна,  Ігор Тальков.
- «У центрі моди „Люкс“» (1988, ведуча —  Алла Пугачова). Брали участь Кріс Кельмі та інші (пісня «Замыкаюя круг»),  Сергій Мінаєв, група «Клас»,  Алла Пугачова, Ігор Ніколаєв,  Родіон Газманов,  Олександр Кальянов.
- «„Ранкова пошта“ знову в гостях у „Сходи Якоба“» (1988, ведучі — Юрій Ніколаєв і Якоб Далін). Брали участь Томмі Чьорберг (Швеція),  Алла Пугачова, Вілл Даунінг (США), група «Круїз», Еліза Фьорілло (США), Уте Лемпер (ФРН), Ігор Ніколаєв,  Агнета Фельтског (Швеція), Оруп (справжнє ім'я Томас Ерікссон) і Карін Вістранд (Швеція), група  Europe (Швеція), Род Стюарт (Велика Британія), Олена Філіпссон (Швеція).
- «У гостях у „Солани“» (1988, ведучий —  Вахтанг Кікабідзе). Брали участь Мераб Мегрелі, Солоні Асатіані і Лоли Колелішвілі,  Нані Брегвадзе, група «Театрон», Ірма Сохадзе і Резо Асатіані, Валерій Кочаров,  Тамара Гвердцителі,  Вахтанг Кікабідзе.
- «Дитяча (тема з варіаціями)» (1988). Брали участь дитячі музичні колективи, Андрій Рєзніков та Сергій Боярський, Гунар Калниньш і  Лайма Вайкуле, Володимир Пресняков, Хуліо Іглесіас (Іспанія), Жайрем Родрігес і Жайрзіньо (Бразилія).
- «Що таке відеокліпи» (1988, ведучий — Юрій Ніколаєв). Брали участь  Даринка Ролінцова (Чехословаччина), Віктор Ласло (Бельгія), група Benko Dixieland Band (Угорщина), група Napoleon Boulevard (Угорщина), тріо ударних інструментів (Угорщина), Біллі Джоел (США). Показано фрагмент телемюзиклу « Чарівний ліхтар».
- «Про рок-н-ролі» (1988, ведучий — Юрій Ніколаєв). Брали участь танцювальний ансамбль «Ритми планети»,  Жанна Агузарова і група «Браво», біт-квартет « Секрет»,  Алла Пугачова, група «Рок-готель», Елвіс Преслі, Іво Лінна, Хосе Фелісіано, дует Everly Brothers, Білл Хейлі, Бадді Холлі, Чак Беррі.
- «Про театр» (1988, ведучі — Юрій Ніколаєв,  Володимир Ухін і  Семен Фарада). Брали участь  Ірина Понаровська,  Аль Бано і Роміна Пауер (Італія),  Тамара Гвердцителі,  Ксенія Георгіаді,  Валерій Леонтьєв,  Дмитро Харатьян.
- «Показ мод» (1988). Брали участь група Papa Dance (Польща),  Ірина Понаровська,  В'ячеслав Добринін, група Napoleon Boulevard (Угорщина), Валерій Машков, Гелена Вондрачкова (Чехословаччина),  Катерина Семенова, Лев Лещенко.
- «Уроки вивчення мов» (1988, ведуча — Валерія Ризька). Брали участь ансамбль «Модерн Фокс», балет ТВ НДР, Юрій Охочинський, Ксенія Георгіаді, Зізі Лабор (Угорщина), ансамбль «Бім-Бом», Віктор Салтиков і група «Електроклуб», Саманта Фокс (Велика Британія).
- «Футбольна» (1988, ведучі — Юрій Ніколаєв, Володимир Перетурін і Аркадій Арканов). Брали участь група «Машина часу», ансамбль «Бім-бом», Михайло Михайлов, Прешес Вілсон (Велика Британія), група « Сюрприз»,  Алла Пугачова .
- «Школа» (1988, ведучий — Юрій Ніколаєв). Брали участь група «Клас», А. Тарасов,  Володимир Пресняков, Ігор Ніколаєв,  Віктор Салтиков і група «Електроклуб».[109]
- «8 березня» (1988, ведучий — Юрій Ніколаєв). Брали участь Карел Готт (Чехословаччина), Збігнєв Водецький (Польща), дует Double Take (Велика Британія), Франк Шебель (НДР), Друпи (Італія), Річі (Бразилія), Янош Коош (Угорщина), дует Bolland & Bolland (Голландія), ансамбль «Зозуленька».
- «Ялта» (1988, ведучі — Юрій Ніколаєв і  Софія Ротару). Взяла участь  Софія Ротару.
- «Відеобар» Пивниця "" (1988, ведучі — Юрій Ніколаєв, Наталія Андрєєва і Валерія Ризька). Брали участь група «Експрес»,  Жанна Агузарова,  Валентина Легкоступова, Режьо Шолтес (Угорщина),  Михайло Боярський, В'ячеслав Добринін, група «Веселі хлопці».
- «Конкурс відеокліпів» (1989, ведучі — Юрій Ніколаєв і  Амаяк Акопян). Брали участь: Ядвіга Поплавська та Олександр Тиханович, група « Лимонадний Джо»,  Ксенія Георгіаді,  Михайло Боярський, Маша Распутіна, Майкл Джексон (США), Кенні Роджерс (США), група Bon Jovi (США).
- «Москва і москвичі» (1989, ведучий — Юрій Ніколаєв). Брали участь Лариса Конарська, Родріго Фомінс, Белінда Карлайл (США), група «Парк Горького», Сандра (ФРН),  Ольга Кормухіна, Вейланд Родд.
- «Новорічна» (1989, ведучий — Юрій Ніколаєв). Брали участь Тамара Гвердцителі, група «Нескучний сад», Марію Лянік,  Микола Гнатюк, Сергій Захаров,  Надія Чепрага, Анатолій Альошин,  Софія Ротару, Олександр Волощук, Анатолій Дніпров.
- «Передача на швидку руку» (1989, ведучий — Юрій Ніколаєв). Брали участь  Катерина Семенова,  Володимир Маркін,  Жанна Агузарова,  Ірина Аллегрова і група «Електроклуб»,  Валерій Леонтьєв,  Ірина Отієва,  Алла Пугачова, група The Cars (США).
- «У Угличі» (1989, ведучий —  Юхим Шифрін). Брали участь  Юхим Шифрін, Володимир Мігуля, Лариса Трухіна,  Філіп Кіркоров, Роксана Бабаян, Сергій Рогожин та інші.
- «Святки» (1990). Брали участь Сергій Бєліков, Тетяна Вєтрова, Юрій Березін, шоу-група «На-На»,  Раїса і Фаїна Саєд-Шах, Ігор Тальков, Катерина Шавріна, Кріс Кельмі.
- «Що таке шлягер» (квітень 1994 ведуча —  Олена Хмельницька). Брали участь Ігор Ніколаєв, Азіза,  Михайло Шуфутинський, Альона Апіна,  Наташа Корольова, Олександр Сєров.
- «Радіопередача» (травень 1994, ведуча —  Олена Хмельницька). Брали участь група «Російський розмір», Тетяна Маркова, Наталія Штурм,  Олександр Буйнов, Ірина Аллегрова.
- «Музей» (травень 1994, ведуча —  Олена Хмельницька). Брали участь Влад Сташевський, Лінда, Міла Романіді, Ігор Ніколаєв, Валерій Леонтьєв.
- «Професії» (травень 1994, ведуча —  Олена Хмельницька). Брали участь група «Дюна», Леонід Агутін, Наталія Сенчукова, В'ячеслав Добринін, Алла Пугачова.
- «Відпустки» (травень 1994, ведуча —  Олена Хмельницька). Брали участь група «На-На», Андрій Губін, кабаре-дует «Академія»,  Наташа Корольова, Наталія Штурм.
- «Новини „Ранкової пошти“» (серпень 1994, ведуча — Анастасія Смоліна). Брали участь  Наташа Корольова, група « Комбінація», Влад Сташевський, група «Російський розмір»,  Тетяна Буланова.
- «Для трудівників села» (вересень 1994, ведуча — Анастасія Смоліна). Брали участь група « Комбінація», Леонід Агутін, Михайло Шуфутинський, кабаре-дует «Академія» та інші.
- «Зоряна школа» (листопад 1994, ведуча — Анастасія Смоліна). Брали участь «Маски-шоу» та кабаре-дует «Академія», Лада Денс, Валерій Леонтьєв, Анастасія.
- «Реклама» (грудень 1994, ведуча — Анастасія Смоліна). Брали участь Альона Апіна, Міла Романіді, Ірина Аллегрова,  Леонід Агутін та інші.
- «Підсумки року» (1994, ведуча — Анастасія Смоліна). Брали участь Андрій Губін, Маша Распутіна, Наталія Сенчукова,  Олександр Буйнов та інші.
- «Поради від „Ранкової пошти“» (січень 1995 року, вкедуча — Анастасія Смоліна). Брали участь Ірина Отієва, Євген Осін, Світлана Лазарєва, Євген Кемеровський, Валерія.
- «Пісні» (лютий 1995 року, ведуча — Анастасія Смоліна). Брали участь Марина Цхай, Юрій Кузнєцов, Крістіна Орбакайте,  Олександр Сєров та інші.
- «Ретро» (1995, ведучий — Михайло Макаренко). Брали участь група « Доктор Ватсон», Віка Циганова, Андрій Державін, Євген Гетьманський, Євген Кемеровський.
- "Поради від "Ранкової пошти "" (1995, ведучий — Євген Олександров). Брали участь Наталія Сенчукова, Роксана Бабаян, група «Дюна», Світлана Алмазова та інші.
- «Листи телеглядачів» (1995, ведучий — Євген Олександров). Брали участь Хана Галсанова, Влад Сташевський, Ядвіга Поплавська та Олександр Тиханович, Валерія, Олег Газманов та Наталія Ветлицька.
- «У ботанічному саду» (1995, ведучий — Євген Олександров). Брали участь Вадим Байков, Наталія Сенчукова, Михайло Шуфутинський, Тетяна Маркова,  Анжеліка Варум.
- «Листи телеглядачів» (березень 1995 року, ведучий — Євген Олександров). Брали участь  Олександр Буйнов, В'ячеслав Добринін, Роксана Бабаян,  Тетяна Буланова.
- «Листи телеглядачів» (травень 1995 року, ведучий — Євген Олександров). Брали участь Влад Сташевський,  Наталя Ветлицька, Олег Газманов, Валерія.
- «Інтерв'ю» (1995, ведучий — Михайло Макаренко). Брали участь Галина Липина, Тетяна Маркова, Андрій Державін, групи «Агата Крісті» і «Сонечко».
- «Ювілей» (1995, ведучі — Михайло Макаренко та  Володимир Маркін). Брали участь групи «Сонечко» і «Діамант», Галина Липина, Євген Кемеровський,  Володимир Маркін.
- «Літо» (липень 1995 року, ведучий — Євген Олександров). Брали участь група «На-На», Тетяна Овсієнко, Ольга Гетте,  Тетяна Буланова, Валерій Меладзе, Ігор Ніколаєв.
- «Михайло Макаренко бере мікрофон» (серпень 1995 року, ведучий — Михайло Макаренко). Брали участь Володимир Кузьмін,  Марина Хлєбнікова, група « Ліцей», Григорій Лепс.
- «Ранкові листоноші» (травень 1996 року, ведучі — Світлана Лазарева та Ілона Броневицька). Брали участь Любов Успенська, Ігор Корнелюк, Симон Осіашвілі.
- «Ранкові листоноші» (1996, ведучі — Світлана Лазарева та Ілона Броневицька). Брали участь Сергій Челобанов, Вадим Казаченко, Сергій Мінаєв, Олена Зосимова та Євген Кемеровський.
- «Ресторан „У Світлани та Ілони“» (1996, ведучі — Світлана Лазарева та Ілона Броневицька). Брали участь група «Фрістайл», Наталя Штурм, Тетяна Вєтрова, група «Браво», Алла Пугачова.
- «Лікарі» (1996, ведучі — Світлана Лазарева та Ілона Броневицька)
- «Помічниця» (січень 1997, ведучі — Юрій Ніколаєв та  Лариса Грибальова). Брали участь Леонід Агутін, Валерій Меладзе, Олександр Буйнов, Надія Кадишева,  Ірина Аллегрова.
- «Листи телеглядачів» (лютий 1997, ведучі — Юрій Ніколаєв та  Лариса Грибальова). Брали участь група «Моральний кодекс», Олександр Айвазов, Ірина Салтикова, Ніка, Любов Успенська, Шандор.
- «„Ранкова пошта“ в майбутньому» (березень 1997, ведучі — Юрій Ніколаєв  Лариса Грибальова). Брали участь Тетяна Овсієнко, Віка Циганова, Олександр Пєсков, сестри Роуз, Олександр Іванов, група «Чай удвох».
- «8 березня» (березень 1997, ведучі — Юрій Ніколаєв та  Лариса Грибальова). Брали участь Влад Сташевський, Микола Трубач, Кай Метов, Ігор Ніколаєв, кабаре-дует «Академія».
- «Імідж» (березень 1997, ведучі — Юрій Ніколаєв та  Лариса Грибальова). Брали участь Михайло Шуфутинський, Аліса Мон,  Аліка Смєхова, Володимир Цвєтаєв,  Ірина Аллегрова та Ігор Крутой.
- «Весна» (квітень 1997, ведучі — Юрій Ніколаєв та  Лариса Грибальова). Брали участь Микола Трубач, Сергій Рогожин, Тетяна Овсієнко, група «Блестящие»,  Тетяна Буланова.
- «Листи телеглядачів» (1997, ведучі — Юрій Ніколаєв та  Лариса Грибальова).
- «Дрібні неприємності» (травень 1997, ведучі — Юрій Ніколаєв та  Лариса Грибальова). Брали участь Анне Вескі,  Катерина Шавріна, Валерій Меладзе, Маша Распутіна, Кай Метов,  Кароліна.
- «Плани на літо» (травень 1997, ведучі — Юрій Ніколаєв та  Лариса Грибальова). Брали участь Володимир Цвєтаєв,  Тетяна Буланова,  Анжеліка Варум,  Леонід Агутін, Микола Трубач.
- «Штраф» (червень 1997, ведучі — Юрій Ніколаєв та  Лариса Грибальова). Брали участь група «Руки вгору», Надія Кадишева, група «На-На», Влад Сташевський, Кароліна, Тетяна Овсієнко.
- «Запізнення» (червень 1997, ведучі — Юрій Ніколаєв та  Лариса Грибальова). Брали участь Микола Трубач, Вадим Байков, Аліса Мон, Леонід Агутін, Ірина Салтикова, Діана Гурцька.
- «Побачення» (липень 1997, ведучі — Юрій Ніколаєв та  Лариса Грибальова). Брали участь Діана,  Олександр Буйнов, Кай Метов, Наташа Корольова, Тетяна Маркова, Тетяна Овсієнко.
- «Листи телеглядачів» (1997, ведучі — Юрій Ніколаєв та  Лариса Грибальова). Брали участь група « Балаган лімітед», Влад Сташевський, Наталія Новікова, Григорій Лепс,  Валерій Леонтьєв, група «Блестящие».
- «Кухня» (жовтень 1997, ведуча —  Лариса Грибальова). Брали участь Кай Метов, Ірина Салтикова, Олена Апіна, Мурат Насиров, Тетяна Маркова.
- «Снігуронька» (січень 1998 ведуча —  Лариса Грибальова). Брали участь Сергій Рогожин, Наташа Корольова, Ірина Аллегрова.
- «Новини „Ранкової пошти“» (1998, ведучий — Юрій Ніколаєв). Брали участь Аліса Мон, Аніта Цой, Міла Романіді, група «А-Мега».
- «Листи телеглядачів» (1998, ведучий — Юрій Ніколаєв). Брали участь Валерій Меладзе, Лариса Доліна, група «Стрілки», Наталя Любчевська та інші.
- «Моцарт і Сальєрі» (січень 1999 року, ведучий — Юрій Ніколаєв). Брали участь  Тетяна Буланова, група «Дюна», Наталя Симонова.
- «Листи телеглядачів» (січень 2000, ведуча —  Лариса Грибальова). Брали участь група Hi-Fi, Володимир Кузьмін, група «Демо».
- «Листи телеглядачів» (січень 2000, ведуча —  Лариса Грибальова). Брали участь група «ТТ», група «Грін Грей», Валерія, група «Океан Ельзи», Олександр Маршал, група Simply Red.